# 中山巍
中山 巍（なかやま たかし、1893年（明治26年）8月24日 - 1978年（昭和53年）5月19日）は、岡山県出身の日本の洋画家。

## 来歴
1893年（明治26年）8月24日、第8代岡山市長中山寛の四男として岡山県岡山市に生まれる。
1900年（明治33年）4月、岡山師範学校附属小学校入学。在学中、中堀愛作に啓発されて水彩画を描くようになる。
1900年（明治33年）、附属小学校を卒業し岡山県立津山中学校（旧制中学校）に進学。同級生に金田廉、矢野峰人、片岡鉄兵が居た。中学在学中に水彩画から油絵に移行。
1907年（明治40年）、奈良県で開かれた大下藤次郎の水彩画夏期講習会に最年少参加者として参加。翌1908年（明治41年）にも鎌倉で開かれた大下藤次郎水彩画夏期講習会へ参加している。同年9月、津山中学の寄宿舎生活に馴染めず関西中学校に転校した。
1911年（明治44年）、関西中学校を卒業、卒業日当日に上京し東京府池袋にて下宿生活を開始、葵橋洋画研究所へ入学し黒田清輝に師事する。しかし脚気に罹患し一時帰郷、翌1912年（大正元年）再上京。在学中の同期には鈴木千久馬、鈴木亜夫、長谷川潔らがいた。
1914年（大正3年）から1916年（大正6年）にかけて東京美術学校西洋画科で藤島武二に師事。この頃に児島虎次郎に会い親交を深めた。在学中に肋膜炎に罹患し半年間休学したことで留年することになる。
1922年（大正11年）、東京美術学校研究科を修了、同年フランスのパリに留学。在欧中に里見勝蔵の紹介でモーリス・ド・ヴラマンクに師事。在欧中は里見勝蔵を始め前田寛治、宮坂勝、小島善太郎、佐伯祐三、中野和高、高畠達四郎、福沢一郎、林竜作らと交遊した。
また、これらの交遊関係を縁に1924年（大正13年）にはマルク・シャガールやオシップ・ザッキンと、帰国直前の1928年（昭和3年）には福島繁太郎の紹介で詩人のアンドレ・サルモンなどと知り合った。同年開いた個展をアンドレ・サルモンは高く評価し、カタログの序文を寄稿した。
1928年（昭和3年）帰国後、有島生馬に勧められて在欧時代に描いた作品を第9回二科展に特別陳列、二科賞を受賞した。
1930年、在欧時代の友人画家たちを始めとする里見勝蔵、林武、清水登之ら13名と共に独立美術協会を結成。以後、同会の中心的会員として活躍した。
同年、結婚し東京都大田区の大森馬込臼田坂に転居。
戦中はバレンバン奇襲占領に活躍した陸軍落下傘部隊の記録画を描くため、南方戦線へ派遣された。このとき描かれたのが「神兵奮戦之図」（1942年（昭和17年））である。
1946年（昭和21年）、女子美術大学教授坂崎坦に誘われ女子美術大学洋画科主任教授となる。
1951年（昭和26年）4月、第5回美術団体連合展に「マチス礼讃」を出品。同年6月、「マチス礼讃」が第8回日本芸術院賞。なお、在野の受賞は史上初。
1958年（昭和33年）、脳出血により以後左半身不随となる。同年女子美術大学を退職。
1969年（昭和44年）より第三文明展にも出品を開始。1970年（昭和45年）、紺綬褒章受章。1972年（昭和47年）には日蓮正宗総本山、大石寺正本堂の壁画を手がけた。
1978年（昭和53年）5月19日、老衰のため東京都武蔵野市の自宅で死去、享年84。没後創価文化功労賞受賞、勲四等旭日章受章。

## 作品
| 作品名                                             | 制作年           | 備考                 |
| -------------------------------------------------- | ---------------- | -------------------- |
| 「秋の校庭」                                       | 1914年           | 習作                 |
| 「自画像」                                         | 1914年-1915年    | 東京国立近代美術館蔵 |
| 「田中館博士の肖像」                               | 1916年           | 東京国立近代美術館蔵 |
| 「洲崎義郎氏の肖像」                               | 1919年           | 東京国立近代美術館蔵 |
| 「エロシェンコ氏の像」                             | 1920年           | 東京国立近代美術館蔵 |
| 「フランス寺院」                                   | 1922年           | 東京富士美術館蔵     |
| 「裸婦」                                           | 1922年-1928年    | 東京国立近代美術館蔵 |
| 「家婦」                                           | 1924年           | 東京国立近代美術館蔵 |
| 「男の全身」                                       | 1924年           | 岡山県立美術館蔵     |
| 「郵便夫」                                         | 1925年           | 東京富士美術館蔵     |
| 「赤いショールの女」                               | 1926年           | 大原美術館蔵         |
| 「家族」                                           | 1927年           | 東京富士美術館蔵     |
| 「黒衣肖像」                                       | 1927年           | 大原美術館蔵         |
| 「赤ジレの女」                                     | 1927年           | 東京国立近代美術館蔵 |
| 「椅子に座る女」                                   | 1927年           | 鳥取県立博物館蔵     |
| 「女の顔」                                         | 1929年           | 東京国立近代美術館蔵 |
| 「笛吹き」                                         | 1930年           | 大原美術館蔵         |
| 「工房」                                           | 1930年           | 東京富士美術館蔵     |
| 「婦人像」                                         | 1930年頃         | 板橋区立美術館蔵     |
| 「海浜」                                           | 1931年           | 岡山県立美術館蔵     |
| 「大根と小娘」                                     | 1933年-1968年    | 東京国立近代美術館蔵 |
| 「神兵奮戦之図（落下傘部隊パレンバン精油所攻撃）」 | 1942年           | 東京国立近代美術館蔵 |
| 「ギリシャの追想」                                 | 1939年           | 東京国立近代美術館蔵 |
| 「鉄路建設」                                       | 1943年           | 東京富士美術館蔵     |
| 「ジョホール水道渡過」                             | 1944年           | 東京国立近代美術館蔵 |
| 「ペリリュー島守備隊の死闘」                       | 1945年           | 東京国立近代美術館蔵 |
| 「女の肖像」                                       | 1949年           | 東京国立近代美術館蔵 |
| 「アトリエ」                                       | 1949年           | 岡山県立美術館蔵     |
| 「裸婦」                                           | 1949年-1950年    | 東京国立近代美術館蔵 |
| 「遼三彩鉢のある静物」                             | 1950年           | 東京国立近代美術館蔵 |
| 「椅子に寄り立つ女」                               | 1951年           | 岡山県立美術館蔵     |
| 「マチス礼讃」                                     | 1951年           | 第8回日本芸術院賞    |
| 「絵ガラスと二人女像」                             | 1955年           | 岡山県立美術館蔵     |
| 「赤い楽本のある静物」                             | 1962年           | 岡山県立美術館蔵     |
| 「少女」                                           | 1951年           | 福山美術館蔵         |
| 「アトリエの一隅」                                 | 1952年           | 東京国立近代美術館蔵 |
| 「ヴィオロン」                                     | 1954年           | 東京国立近代美術館蔵 |
| 「出土器など」                                     | 1955年           | 東京富士美術館蔵     |
| 「愛好家」                                         | 1955年           | 岡山県立美術館蔵     |
| 「赤い花」                                         | 1955年           | 岡山県立美術館蔵     |
| 「山鳩を飼う老婦」                                 | 1961年           | 大原美術館蔵         |
| 「山鳩をもつ少女」                                 | 1961年           | 東京国立近代美術館蔵 |
| 「山鳩を配せる窓の人たち」                         | 1961年           | 東京国立近代美術館蔵 |
| 「ガラス器のある静物」                             | 1963年           | 東京国立近代美術館蔵 |
| 「少女」                                           | 1961年           | 東京国立近代美術館蔵 |
| 「古陶とマジョリカの壺など」                       | 1964年           | 東京国立近代美術館蔵 |
| 「卓」                                             | 1970年           | 東京富士美術館蔵     |
| 「曼珠沙華」                                       | 1976年           | 東京富士美術館蔵     |
| 「高原の花」                                       | 1977年           | 東京富士美術館蔵     |
| 「静物」                                           | 1927年頃         | 東京国立近代美術館蔵 |
| 「夕映え」                                         | 不明             | 富山県立近代美術館蔵 |
| 「縞のエプロン」                                   | 不明             | 岡山県立美術館蔵     |
| 「二人」                                           | 不明             | 東京国立近代美術館蔵 |
| 「珊瑚色の服の女」                                 | ヨーロッパ滞在中 | 岡山県立美術館蔵     |
| 「男の首」                                         | ヨーロッパ滞在中 | 岡山県立美術館蔵     |

### 出版物
単著
- 中山巍『中山巍回顧展―秋季特別展』富士美術館、1979年9月。ASIN B000J6KCX0。
- 中山巍『巍「パレンバンの記」『南方画信』』陸軍美術協会、1942年。[7]

共著
- 中山巍 著、日本芸術学会編 編『中山巍画集』出版社、1930年。NDLJP:44058323。

他著
- 日本芸術学会『中山巍畫集』建設社、1930年12月。 NCID BA40550099。